# Heike Springhart
Heike Springhart (* 21. Februar 1975 in Basel) ist eine deutsche evangelische Theologin (Systematische Theologie), Pfarrerin und Hochschullehrerin. Seit 1. April 2022 ist sie Landesbischöfin der Evangelischen Landeskirche in Baden.

## Biografie
Nach ihrem Abitur 1994 am Gymnasium in Schönau im Schwarzwald studierte Springhart Evangelische Theologie an der Kirchlichen Hochschule Bethel, der Universität Leipzig, der Universität Basel und der Universität Heidelberg. 2002 legte sie das Erste Theologische Examen der Evangelischen Landeskirche in Baden ab. Es folgte ein Promotionsstudium in Heidelberg, in dessen Rahmen Springhart 2003 in den National Archives in Washington, D.C. und am German Historical Institute forschte. 2007 promovierte sie mit dem Thema Aufbrüche zu neuen Ufern. Der Beitrag von Religion und Kirche für Demokratisierung und Reeducation im Westen Deutschlands nach 1945 – die Doktorarbeit wurde von Michael Welker betreut und 2008 mit dem Templeton Award for Theological Promise ausgezeichnet. 
Nach einem Lehrvikariat in den Kirchengemeinden Waldwimmersbach und Lobenfeld wurde Heike Springhart 2008 ordiniert. Im anschließenden Pfarrvikariat war Springhart von 2008 bis 2010 in der Gemeindearbeit (Waldwimmersbach, Lobenfeld, Schönbrunn) eingesetzt, sowie am Geistlichen Zentrum Klosterkirche Lobenfeld. Von 2008 bis 2013 war sie Wissenschaftliche Angestellte und Assistentin an der Heidelberger Theologischen Fakultät am Lehrstuhl von Michael Welker. Seit 2010 leitete Springhart das Theologische Studienhaus in Heidelberg. 2013/14 verbrachte sie einen von der Karl-Schlecht-Stiftung geförderten Studienaufenthalt am Martin Marty Center for the Advanced Study of Religion  der University of Chicago. 2015 erhielt Springhart die Venia legendi im Fach Systematische Theologie. Im Rahmen des internationalen Forschungsprojekts Enhancing Life arbeitete sie über die theologische Dimension menschlicher Verwundbarkeit. Ihre Habilitationsschrift (Der verwundbare Mensch. Sterben, Tod und Endlichkeit im Horizont einer realistischen Anthropologie) wurde 2016 veröffentlicht. Nach einer einjährigen Lehrstuhlvertretung an der Universität Bochum erhielt Springhart 2017 einen Lehrauftrag für Systematische Theologie an der Theologischen Fakultät der Universität Zürich. Von 2018 bis 2020 war Springhart als Pfarrerin tätig, zunächst in der Citygemeinde Hafen-Konkordien Mannheim, dann in der Johannesgemeinde Pforzheim. 2021 wurde sie außerplanmäßige Professorin an der Universität Heidelberg.
Heike Springhart, die seit 2016 der Kammer für Theologie der EKD angehört, wurde am 17. Dezember 2021 von der digital tagenden Landessynode der Evangelischen Landeskirche in Baden zur Bischöfin gewählt. Ihr Gegenkandidat war der Wiesbadener Dekan Martin Mencke. Im dritten Wahlgang erreichte Springhart die erforderliche Zweidrittelmehrheit. Sie ist die erste Frau in diesem Amt und folgte auf Jochen Cornelius-Bundschuh, der Ende März 2022 in den Ruhestand ging. Am 10. April 2022 (Palmsonntag) wurde sie in der Stadtkirche  Karlsruhe in ihr Amt eingeführt.

## Forschungsschwerpunkte
Als Systematische Theologin befasst sich Springhart insbesondere mit Religion in gesellschaftlichen Transformationsprozessen, Ekklesiologie und Karl Barth. In ihrer Habilitation befasste sie sich mit dem Thema Sterben und Endlichkeit im Kontext einer theologischen Anthropologie und arbeitete dabei insbesondere zum Thema Vulnerabilität. Die Verhältnisbestimmung der Fächer Systematische und Praktische Theologie ist ein weiterer Schwerpunkt.

## Veröffentlichungen (Auswahl)
- Aufbrüche zu neuen Ufern: der Beitrag von Religion und Kirche für Demokratisierung und Reeducation im Westen Deutschlands nach 1945. EVA, Leipzig 2008.
- Der verwundbare Mensch: Sterben, Tod und Endlichkeit im Horizont einer realistischen Anthropologie. Mohr Siebeck, Tübingen 2016.
- „... wie auch wir vergeben unseren Schuldigern...“? Zu einer theologischen Lehre von der Vergebung. In: Evangelische Theologie 76/2 (2016), S. 111–121.
- Wer redet, wenn „die Kirche“ redet? Über frommes Schweigen, unfrommes Dauerreden und wohlfeile Kirchenkritik. In: Zeitzeichen 21/8 (2020), S. 8–11.
- Gottesdienstliches digitales Neuland in Zeiten der Pandemie: ein Erfahrungsbericht in theologischer Absicht. In: Evangelische Theologie 81/2 (2021), S. 124–135.
- Wunder aus Wunden. Die Notkirchen als Räume der Versöhnung aus der Kraft der Ökumene, Sonderpublikation anlässlich der Vollversammlung des Ökumenischen Rats der Kirchen 2022 in Karlsruhe in Deutsch, English, Francais und Espanol, zusammen mit Jeff Klotz (Hg.), Peter Scherhans, Christian Albecker, Sybille Stohrer, Rudi Popp und Victor Dehez (Übersetzer),  J.S. Klotz Verlagshaus, Bauschlott 2022.
- Hoffnungsstur und glaubensheiter. Warum wir starke Kirchen brauchen, mit Gastbeiträgen von Annette Kurschus, Jürgen Moltmann, Evelyn Finger. J. S. Klotz Verlagshaus, Bauschlott 2022.